# Aleksandr Siemak
Aleksandr Władimirowicz Siemak (ros. Александр Владимирович Семак; ur. 11 lutego 1966 w Ufie) – były rosyjski hokeista, reprezentant ZSRR i Rosji. Trener i działacz hokejowy. Deputowany Baszkortostanu.

## Kariera
- Saławat Jułajew Ufa (1982-1986)
- Dinamo Moskwa (1986-1991)
- New Jersey Devils (1991-1994)
  -  Utica Devils (1991)
  -  Saławat Jułajew Ufa (1994)
- Tampa Bay Lightning (1994-1995)
- New York Islanders (1995-1996)
- Vancouver Canucks (1996)
- Syracuse Crunch (1996-1997)
- Las Vegas Thunder (1997)
- Chicago Wolves (1997-1998)
- Albany River Rats (1998-1999)
- EHC Freiburg (1999-2000)
- Saławat Jułajew Ufa (2000-2002)
- Dinamo Moskwa (2002-2003)
- Siewierstal Czerepowiec (2003-2004)
- HK MWD Bałaszycha (2004-2005)

Wychowanek Saławatu Jułajew Ufa. Następnie w 1986 został zawodnikiem Dinama Moskwa. W tym czasie grał w juniorskich, a następnie seniorskich kadrach ZSRR. W drafcie NHL z 1988 został wybrany przez New Jersey Devils. W 1991 wyjechał do USA i przez siedem sezonów grał w NHL, a także w AHL i IHL. W 1999 powrócił do Europy, przez rok grał w niemieckiej 2. Bundeslidze. Od 2000 grał w ojczyźnie, w superlidze rosyjskiej przez cztery sezony. Zakończył karierę w 2005.
W barwach ZSRR uczestniczył w turniejach mistrzostw Europy juniorów do lat 18 edycji 1983, 1984, mistrzostw świata juniorów do lat 20 edycji 1984, 1985, 1986, Zimowej Uniwersjady edycji 1985, seniorskich mistrzostw świata w 1987, 1990, 1991, meczach Rendez-vous ’87, turniejach Canada Cup 1987, 1991, a w barwach Rosji w turnieju Pucharu Świata 1996.

## Kariera trenerska i działacza
- HK MWD Bałaszycha (2005-2006), asystent trenera
- Krylja Sowietow 2 Moskwa (2006-2007), główny trener
- Krylja Sowietow Moskwa (2007-2008), asystent trenera
- Tołpar Ufa (2009-2012), główny trener
- Tołpar Ufa (2012-2013), asystent trenera
- Saławat Jułajew Ufa (2015-2016), menedżer sportowy
- Agidiel Ufa (2017-),  dyrektor sportowy

Po zakończeniu kariery został trenerem. Od 2009 był szkoleniowcem juniorskiej drużyny Tołpar, występującej w rozgrywkach Mołodiożnaja Chokkiejnaja Liga i stanowiącej zaplecze dla macierzystego klubu Siemaka, Saławatu. W sezonie 2012/2013 był tam trenerem w sztabie. 
Pełniąc mandat deputowanego Zgromadzenia Państwowego - Kurułtaj Republiki Baszkirii w marcu 2015 objął stanowisko dyrektora generalnego klubu Saławat Jułajew Ufa i sprawował je do stycznia 2016, po czym został zastąpiony przez i został jego pomocnikiem (zastępcą). W marcu 2017 objął stanowisko dyrektora sportowego zespołu żeńskiego Agidiel Ufa, działającego w strukturze Saławata.

## Sukcesy
Zawodnicze reprezentacyjne
- Złoty medal mistrzostw świata juniorów do lat 20: 1984, 1986
- Brązowy medal mistrzostw świata juniorów do lat 20: 1985
- Złoty medal Zimowej Uniwersjady: 1985
- Srebrny medal Canada Cup: 1987
- Srebrny medal mistrzostw świata: 1987
- Złoty medal mistrzostw świata: 1990
- Brązowy medal mistrzostw świata: 1991

Zawodnicze klubowe
- Mistrzostwo wyższej ligi: 1985 z Saławatem Jułajew Ufa
- Złoty medal mistrzostw ZSRR: 1990, 1991, 1992 z Dinamem Moskwa
- Srebrny medal mistrzostw ZSRR: 1987 z Dinamem Moskwa
- Brązowy medal mistrzostw ZSRR: 1988 z Dinamem Moskwa
- Finał Pucharu ZSRR: 1988 z Dinamem Moskwa
- Mistrzostwo dywizji IHL: 1998 z Chicago Wolves
- Mistrzostwo konferencji IHL: 1998 z Chicago Wolves
- Puchar Turnera - mistrzostwo IHL: 1998 z Chicago Wolves

Zawodnicze indywidualne
- Mistrzostwa Europy juniorów do lat 18 w hokeju na lodzie 1984:
  - Najlepszy napastnik turnieju[12]
- Mistrzostwa świata juniorów do lat 20 w 1990:
  - Skład gwiazd turnieju
  - Najlepszy obrońca turnieju
- Liga radziecka 1990/1991:
  - Skład gwiazd
- IHL 1997/1998:
  - Bud Poile Trophy - Najbardziej Wartościowy Zawodnik (MVP) w fazie play-off
- Superliga rosyjska w hokeju na lodzie (2002/2003):
  - Nagroda za Wierność Hokejowi

Trenerskie klubowe
- Brązowy medal MHL: 2010, 2011 z Tołparem Ufa

Wyróżnienia
- Zasłużony Mistrz Sportu ZSRR w hokeju na lodzie: 1990